# ダウ平均株価

1896年以降のダウ・ジョーンズ工業株価平均の変遷

ダウ・ジョーンズ工業株価平均（ダウ・ジョーンズこうぎょうかぶかへいきん、英: Dow Jones Industrial Average、DJIA）やダウ平均株価（ダウへいきんかぶか）は、S&P ダウ・ジョーンズ・インデックス社が、アメリカのさまざまな業種の代表的な銘柄を選出し、ダウ式平均株価にて算出し、リアルタイムで公表するアメリカ合衆国の代表的な株価指数である。ダウ工業株30種平均、ダウ平均、ニューヨーク・ダウ、NYダウ、ニューヨーク平均株価などとも呼ばれる。
日本語名称には「工業」とあるが、原文のIndustrialはサービスなどの提供を含む「産業」という意味である。このため『アメリカン・エキスプレス』などの工業ではない産業も組み入れられている。

## 概要

### 沿革
ダウ・ジョーンズ社による株価指数は、すでに1884年以降Dow Jones Average（ダウ・ジョーンズ平均）の名称で公表されていたが、当時のアメリカの産業構造を反映し、鉄道事業者が中心の構成であった（鉄道株9種、工業株2種）。19世紀末の経済発展を受け、従来のダウ・ジョーンズ平均（現在の輸送株平均）と分離する形で、1896年5月26日に農業、鉱工業などの12銘柄により、Dow Jones Industrial Average（ダウ・ジョーンズ工業株価平均）の算出が新たにスタート。1928年に、30銘柄となった。その後、情報通信業や医療などのサービス業を取り込みながら、現在に至る。銘柄構成企業は、以前はすべてニューヨーク証券取引所 (NYSE) 上場企業であったが、1999年11月に初めてNASDAQ上場企業から選択され（インテルとマイクロソフト）、2024年2月26日現在、7社がNASDAQ上場企業となっている。
以前はダウ・ジョーンズ社により公表されていたが、2010年にダウ平均株価に関する所有権のうち90%がダウジョーンズ社からCMEグループに対して6億750万ドルで譲渡され、ダウ・ジョーンズ・インデックス社の公表に移行、2012年7月にS&P ダウ・ジョーンズ・インデックス社の算出に移行した。

### 3種類のダウ・ジョーンズ平均
ダウ・ジョーンズ平均（Dow Jones Averages）には、ダウ・ジョーンズ工業株価平均、ダウ・ジョーンズ輸送株平均、ダウ・ジョーンズ公共株平均の3種類と、これら65社をあわせたダウ・ジョーンズ総合平均（Dow Jones Composite Average - DJCA）がある。
ダウ・ジョーンズ工業株価平均 (Dow Jones Industrial Average - DJIA)
輸送株・公共株以外の大型株30社。3種類の中では最も有名である。
ダウ・ジョーンズ輸送株平均 (Dow Jones Transportation Average - DJTA)
輸送株20社。
ダウ・ジョーンズ公共株平均 (Dow Jones Utility Average - DJUA)
公共株15社。電気・ガスなど。

## 構成銘柄
2024年11月8日現在の構成銘柄 （シンボルのアルファベット順）
| シンボル | 企業名                                                       | 業種           | 採用日         | 上場市場 |
| -------- | ------------------------------------------------------------ | -------------- | -------------- | -------- |
| AAPL     | Apple Inc. Apple                                             | コンピュータ   | 2015年3月19日  | NASDAQ   |
| AMGN     | Amgen Inc. アムジェン                                        | 医薬品         | 2020年8月31日  | NASDAQ   |
| AMZN     | Amazon.com Inc. アマゾン・ドット・コム                       | 小売業         | 2024年2月26日  | NASDAQ   |
| AXP      | American Express Co. アメリカン・エキスプレス                | 金融           | 1982年8月30日  | NYSE     |
| BA       | Boeing Co. ボーイング                                        | 航空機         | 1987年3月12日  | NYSE     |
| CAT      | Caterpillar Inc. キャタピラー                                | 重機           | 1991年5月6日   | NYSE     |
| CRM      | Salesforce, Inc. セールスフォース                            | ソフトウェア   | 2020年8月31日  | NYSE     |
| CSCO     | Cisco Systems, Inc. シスコシステムズ                         | 情報・通信業   | 2009年6月8日   | NASDAQ   |
| CVX      | Chevron Corp. シェブロン                                     | 石油           | 2008年2月19日  | NYSE     |
| DIS      | The Walt Disney Co. ウォルト・ディズニー・カンパニー         | 娯楽・メディア | 1991年5月6日   | NYSE     |
| GS       | Goldman Sachs ゴールドマン・サックス                         | 金融           | 2013年9月20日  | NYSE     |
| HD       | The Home Depot Inc. ホームデポ                               | 小売業         | 1999年11月1日  | NYSE     |
| HON      | Honeywell International Inc. ハネウェル・インターナショナル  | 機械・精密機器 | 2020年8月31日  | NASDAQ   |
| IBM      | International Business Machines Corp. アイ・ビー・エム       | コンピューター | 1979年6月29日  | NYSE     |
| JNJ      | Johnson & Johnson Inc. ジョンソン・エンド・ジョンソン        | 医薬品         | 1997年3月17日  | NYSE     |
| JPM      | JPMorgan Chase and Co. JPモルガン・チェース                  | 金融           | 1991年5月6日   | NYSE     |
| KO       | The Coca-Cola Co. ザ コカ・コーラ カンパニー                 | 飲料           | 1987年3月12日  | NYSE     |
| MCD      | McDonald's Corp. マクドナルド                                | 外食           | 1985年10月30日 | NYSE     |
| MMM      | 3M Company スリーエム                                        | 化学           | 1976年8月9日   | NYSE     |
| MRK      | Merck & Co. メルク                                           | 医薬品         | 1979年6月29日  | NYSE     |
| MSFT     | Microsoft Corp. マイクロソフト                               | ソフトウェア   | 1999年11月1日  | NASDAQ   |
| NKE      | Nike, Inc. ナイキ                                            | その他製品     | 2013年9月20日  | NYSE     |
| NVDA     | Nvidia Co. エヌビディア                                      | 半導体         | 2024年11月8日  | NASDAQ   |
| PG       | Procter & Gamble Co. プロクター・アンド・ギャンブル (P&G)    | 日用品         | 1932年5月26日  | NYSE     |
| SHW      | Sherwin-Williams Co. シャーウィン・ウィリアムズ              | 化学(塗料)     | 2024年11月8日  | NYSE     |
| TRV      | The Travelers Companies,Inc. トラベラーズ                    | 保険           | 2009年6月8日   | NYSE     |
| UNH      | UnitedHealth Group Inc. ユナイテッド・ヘルス                 | 保険           | 2012年9月21日  | NYSE     |
| V        | Visa ビザ                                                    | その他金融     | 2013年9月20日  | NYSE     |
| VZ       | Verizon Communications Inc. ベライゾン・コミュニケーションズ | 通信           | 2004年4月8日   | NYSE     |
| WMT      | Wal-Mart Stores Inc. ウォルマート・ストアーズ                | 小売業         | 1997年3月17日  | NYSE     |

### 銘柄の入れ替え
ダウ・ジョーンズ工業株価平均の構成銘柄は時代に合わせて入れ替えが行われている。2018年6月26日以降、算出開始時の銘柄で現在も構成銘柄として残っている会社はなくなっている。
以下の表では、現在の構成銘柄の組み入れ日と、その際に除外された銘柄の一覧を示す。太字は現在の構成銘柄、斜体太字はその時点から現在まで"連続していない"現在の構成銘柄を表す。
| ダウ工業株30種平均 銘柄入替 | ダウ工業株30種平均 銘柄入替 | ダウ工業株30種平均 銘柄入替 |
| 年月日                      | 組み入れ | 除外 |
| --------------------------- | --- | --- |
| 2024年11月8日               | - NVIDIA - シャーウィン・ウィリアムズ | - インテル - ダウ |
| 2024年2月26日               | - アマゾン・ドット・コム | - ウォルグリーン・ブーツ・アライアンス |
| 2020年8月31日               | - アムジェン - セールスフォース・ドットコム - ハネウェル・インターナショナル | - ファイザー - レイセオン・テクノロジーズ - エクソンモービル |
| 2019年4月2日                | - ダウ | - ダウ・デュポン |
| 2018年6月26日               | - ウォルグリーン・ブーツ・アライアンス | - ゼネラル・エレクトリック |
| 2015年3月19日               | アップル | AT&T |
| 2013年9月20日               | - ゴールドマン・サックス - ビザ - ナイキ | - アルコア - バンク・オブ・アメリカ - ヒューレット・パッカード |
| 2012年9月21日               | ユナイテッド・ヘルス | クラフトフーヅ |
| 2009年6月8日                | - シスコシステムズ - トラベラーズ | - ゼネラルモーターズ - シティグループ |
| 2008年2月19日               | - バンク・オブ・アメリカ - シェブロン | - アルトリア - ハネウェル・インターナショナル |
| 2004年4月8日                | - アメリカン・インターナショナル・グループ - ファイザー - ベライゾン・コミュニケーションズ | - AT&T - コダック - インターナショナル・ペーパー |
| 2003年1月27日               | ※AlliedSignalが合併後ハネウェル・インターナショナルに、エクソンが合併後エクソンモービルに、JPモルガンがJPモルガン・チェースに、 Minnesota Mining & Manufacturingが3Mに、フィリップ・モリスがアルトリアに、それぞれ社名変更                                              | ※AlliedSignalが合併後ハネウェル・インターナショナルに、エクソンが合併後エクソンモービルに、JPモルガンがJPモルガン・チェースに、 Minnesota Mining & Manufacturingが3Mに、フィリップ・モリスがアルトリアに、それぞれ社名変更                     |
| 1999年11月1日               | - ホーム・デポ - インテル - マイクロソフト - SBC Communications Inc. | - シェブロン - グッドイヤー - シアーズ - ユニオンカーバイド |
| 1999年11月1日               | ※トラベラーズ・グループがシティコープと合併しシティグループに | |
| 1997年3月17日               | - ヒューレット・パッカード - ジョンソン・エンド・ジョンソン - トラベラーズ・グループ (2009年6月8日にシティグループとして除外) - ウォルマート・ストアーズ | - ベスレヘム・スチール - ウェスティングハウス・エレクトリック - F・W・ウールワース・カンパニー - テキサコ |
| 1991年5月6日                | - キャタピラー - JPモルガン - ウォルト・ディズニー・カンパニー | - アメリカン・キャン・カンパニー - ナビスター・インターナショナル - USスチール |
| 1987年3月12日               | - ボーイング - ザ・コカ・コーラ・カンパニー | - インコ・リミテッド - オーウェンズ・イリノイ |
| 1987年3月12日               | ※International HarvesterがNavistar International Corporationに社名変更 | |
| 1985年10月30日              | - マクドナルド - フィリップ・モリス | - アメリカン・タバコ・カンパニー - ゼネラルフーヅ |
| 1985年10月30日              | ※Allied ChemicalがAlliedSignalに、Standard Oil of Californiaがシェブロンにそれぞれ社名変更 | |
| 1982年8月30日               | アメリカン・エキスプレス | ジョンズ・マンビル |
| 1979年6月29日               | - IBM - メルク・アンド・カンパニー | - クライスラー - エスマーク・コーポレーション |
| 1976年8月9日                | - Minnesota Mining & Manufacturing (2003年1月27日より3M) | - アナコンダ |
| 1976年8月9日                | ※International NickelがInco Limitedに、Swift & CompanyがEsmark Corporationに、 Standard Oilがエクソンに、United Aircraftがユナイテッド・テクノロジーズにそれぞれ社名変更                                                                                                | |
| 1932年5月26日               | - プロクター・アンド・ギャンブル - アメリカン・タバコ・カンパニー - IBM (1939年5月4日に除外) - ナッシュ・モーターズ - ザ コカ・コーラ カンパニー (1935年11月20日に除外) - Drug Incorporated - ロウズ・シネプレックス・エンターテインメント - International Shoe Company | - ハドソン・モーター・カー・カンパニー - National Cash Register Company - Texas Gulf Sulphur Company - Liggett & Myers Tobacco Company - United Aircraft and Transport Corporation - マック・トラックス - RCA - National Cash Register Company |

## ETF・投資信託・先物
| コード                               | レバレッジ | 年率   |
| ------------------------------------ | ---------- | ------ |
| DIA                                  | 1倍        | 12.01% |
| DDM                                  | 2倍        | 17.77% |
| UDOW                                 | 3倍        | 20.99% |
| 2024年末現在。米ドル建て、配当込み。 |            |        |

ダウ・ジョーンズ工業株価平均に連動するETFとしては、下記ETFがニューヨーク証券取引所（NYSE Arca）に上場している。
- SPDR Dow Jones Industrial Average ETF (NYSE Arca: DIA)

アメリカのレバレッジ型やインバース型のETFは以下のものが上場している。
- Direxion
  - Direxion Daily Dow Jones Internet Bull 3X Shares (NYSE Arca: WEBL)（3倍）
  - Direxion Daily Dow Jones Internet Bear 3X Shares (NYSE Arca: WEBS)（-3倍）
- ProShares
  - ProShares Ultra Dow30 (NYSE Arca: DDM)（2倍）
  - ProShares UltraPro Dow300 (NYSE Arca: UDOW)（3倍）
  - ProShares Short Dow30 (NYSE Arca: DOG)（-1倍）
  - ProShares UltraShort Dow30 (NYSE Arca: DXD)（-2倍）
  - ProShares UltraPro Short Dow30 (NYSE Arca: SDOW)（-3倍）

日本では、下記ETFが東京証券取引所に上場している。
- 為替ヘッジなし
  - NEXT FUNDS ダウ・ジョーンズ工業株30種平均株価連動型上場投信（1546）[18]
  - Simple-X NYダウ・ジョーンズ・インデックス上場投信（1679）[19]
- 為替ヘッジあり
  - 上場インデックスファンド米国株式（ダウ平均）為替ヘッジあり（2562）[20]

日本の投資信託としては下記がある。
- 三菱UFJ国際投信
  - eMAXIS NYダウインデックス[21]
  - NYダウ・インデックスファンド（為替ヘッジなし）[22]
  - NYダウ・インデックスファンド（為替ヘッジあり）[23]
- 三井住友DSアセットマネジメント
  - 三井住友・NYダウ・ジョーンズ指数オープン（為替ヘッジなし）[24]
  - 三井住友・NYダウ・ジョーンズ・インデックスファンド（為替ノーヘッジ型）[25]
  - 三井住友・NYダウ・ジョーンズ・インデックスオープン[26]
  - 三井住友・NYダウ・ジョーンズ指数オープン（為替ヘッジあり）[27]
  - 三井住友・NYダウ・ジョーンズ・インデックスファンド（為替ヘッジ型）[28]
- 三井住友トラスト・アセットマネジメント - 三井住友DSアセットマネジメントと同じものが名称を三井住友から SMTAM に置き換えたものが存在する
- アセットマネジメントOne
  - One NYダウ・インデックス・ファンド[29]
  - たわらノーロード NYダウ[30]
- インデックスファンドNYダウ30（アメリカ株式）[31]
- iFree NYダウ・インデックス[32]
- NAZM・ベータ NYダウ30[33]
- PayPay投信 NYダウインデックス[34]

日本のレバレッジ型やインバース型の投資信託としては下記がある。
- NYダウ・トリプル・レバレッジ（3倍）[35]

先物はシカゴ・マーカンタイル取引所に上場している。
- E-mini Dow - 取引単位は指数の数値×$5。呼値の単位は1ポイント。[36]
- Micro E-mini Dow Index - 取引単位は指数の数値×$0.50。呼値の単位は1ポイント。[37]

日本の取引所CFDのくりっく株365に上場している。
- NYダウ リセット付証拠金取引 - 取引単位は指数の数値×10円。呼値の単位は1ポイント。[38]

店頭CFDとして取り扱っている証券会社もある。

## 各種記録
株価の変遷はClosing milestones of the Dow Jones Industrial Averageを参照。

### 史上最高値
- 最高値 - US＄45,073.63（2024年12月4日)
- 終値　 - US＄45,014.04（2024年12月4日）

### 史上最安値
- 1896年8月8日　US＄28.48 -0.18

### 最大の上昇幅
- 2025年4月9日　US＄40,608.45 +2,962.86(+7.87%)
  - トランプ大統領が相互関税の導入を発表しその関税率を公表した4月2日から市場は荒れた展開が続いており、この日までに10%以上も値を下げていた。相互関税発動の日である4月9日の午後になって方針を転換し、トランプ大統領が相互関税の上乗せ分について中国以外は90日間の発動停止を表明すると株価は急騰、一時は$3,000を超える上げ幅となった。

#### 値幅上位記録 TOP 5（最大上昇幅を除く）
- 2020年3月24日　US＄20,704.91 +2,112.98(+11.37%)
  - 新型コロナウイルスの感染拡大による打撃を和らげるための処置として、米議会で2兆ドル（約220兆円）規模の大型経済対策をめぐり与野党協議が続いている中で市場は与野党議会主要人物の「与野党の合意が近づいている」との発言報道を好感した。また、トランプ米大統領が、「米市民に対する外出自粛などの規制を近く緩和できればと思う」「イースター辺りまでに米国の生産活動を再開できれば」等の発言姿勢を見せたことも買い材料になったと考えられる。また、米政府に求めていた金融支援が実現しそうだとの期待から、航空機大手ボーイングや大手航空各社株が急騰し、また、急激な株安となっていたエネルギー株や金融株も大きく買い戻されたことも歴史的暴騰劇の後押しとなった。上昇率は1933年（約87年ぶり）の世界恐慌時以来という歴史的ものであった。[39]
- 2020年3月13日　US＄23,185.62 +1,985.00 (+9.36%)
  - 前日の歴史的急落劇の後と云う事で買戻しが多く出ていた13日のダウ平均株価は大きめの波で上下動していたが引けにかけて大幅に上昇し、これまでで最大となる$2,000に迫ろうとする値上がりを記録した。取り引き終了30分前から始められた記者会見でトランプ大統領は、新型コロナウイルスの感染拡大を防ぐため国家非常事態宣言を行うと共に、医療体制の大幅な拡充などを明らかにしたことも引けにかけての大幅上昇に寄与した[40]。
- 2020年4月6日　US＄22,679.99 +1,627.46 (+7.73%)
  - 6日の終値は、前日比$1,627.46高の$22,679.99だった。トランプ大統領が5日の記者会見にて、新型コロナウイルスの感染拡大が深刻なニューヨーク州で1日の死者数が減少したと発表し、増加傾向に歯止めがかかることに期待を示したことなどから、投資家の心理が改善したことで大幅な値上がりに転じたと見られる[41]。
- 2024年11月6日　US＄43,729.93 +1,508.05 (+3.57%)
  - 5日投開票の米大統領選で共和党候補のトランプ前大統領の当選が事前予想では接戦で結果判明に時間がかかるとの見方とは異なり早い段階での勝利がほぼ確実となった。全激戦州での優位性、共和党は上院も多数派となり下院も接戦からの優位予想でトリプルレッドの可能性が現実味を帯びている。次期政権が減税や規制緩和を進めるとの期待感から幅広い銘柄に買いが入った。
- 2020年3月26日　US＄22,552.17 +1,351.62 (+6.38%)
  - 26日の終値は、前日比$1,351.62高の$22,552.17だった。値上がりは3日連続となり、3日間の上げ幅は計$4000近くに上った。アメリカ議会上院が新型コロナウイルスの感染拡大に伴う$2.2兆規模の経済対策法案を可決し、大規模な景気刺激策への期待が高まり、また政府による支援への期待から、航空機大手ボーイングが13%超値上がりした。米連邦準備制度理事会 (FRB) のパウエル議長が米テレビのインタビューで、状況に応じて市場への資金供給などを強化する考えを示したことも、投資家の安心感につながった[42]。

#### 特筆すべき年度内記録の記録の場（経済危機時の参考記録）
- 2008年10月13日　US＄9,387.61 +936.42（+11.08%）
  - 前週に1週間で4割以上株価が下落していた反動に加え、取引開始前までに相次いで発表されたG7各国の金融危機回避策が好感されたため。

### 最大の上昇率
- 1933年3月15日　US＄62.10 +8.26 (+15.34%)
  - フランクリン・ルーズベルト大統領が炉辺談話を初めて発表し、世界恐慌で混乱する国民の不安をなだめた3日後。ニューディール政策が始動しはじめた直後でアメリカが世界恐慌を克服する第一歩となった。

### 最大の下落幅
- 2020年3月16日　US＄20,188.52 -2,997.10 (-12.93%)
  - 週明け16日のニューヨーク株式市場は、連日の新型コロナウイルスの影響から、取引開始直後に自動的に売買が停止されるなど、大幅な値下がりが続いている。アメリカや日本の中央銀行が相次いで日本時間の午前に追加の金融緩和に踏み切ったものの、新型コロナウイルスの感染拡大への根強い懸念から、ニューヨーク市場の株価の下落は週明けも止まることはなく、取引開始直後に自動的に売買を中断するサーキットブレーカーが発動された。この措置が取られるのは、先週に続き3度目である。その後再開されたが、トランプ大統領がリセッションに陥る可能性があるとの発言をしたことで大引け間際にかけては一時$3000を超える暴落商状となり、これまでで最大の下落幅をわずか数日で再び大きく更新するなど、大幅な値下がりが続いている。また下落率においてもブラックマンデーに次ぐ2番目の下落率と云う事からもその衝撃度合いが確認出来る[43]。

#### 値幅上位記録 TOP 5（最大下落幅を除く）
- 2020年3月12日　US＄21,200.63 -2,352.60 (-9.99%)
  - 前日のトランプ大統領の具体性に欠く経済対応・対策の会見内容への失望と新型コロナウイルスの世界的拡散懸念が続いている中でトランプ大統領が前日夜に発表した欧州からの入国停止措置による物資・人的資源の往来の停滞懸念による世界経済打撃懸念により下げが加速[44]、サーキットブレーカー解除後は一時は$1400以上の反発を見せるもののその後は再び下げに転じ、サーキットブレーカーが再発動された後に大引けでは-10%近い下落率を記録しブラックマンデー以来の強烈な下落に見舞われた[45]。

- 2020年3月9日　US＄23,851.02 -2,013.76 (-7.79%)
  - 全面的な原油価格競争への懸念と新型コロナウイルスの脅威も加わって一斉に下げに転じ、-7%を上回った下げ幅であった[46]。

- 2020年6月11日 US＄25,128.17 -1,861.94 (-6.90%)
  - 利益を確保したい投資家心理に、コロナウイルスの再流行の懸念が加わり一斉に下げに転じた[47]。

- 2020年3月11日　US＄23,553.22 -1,464.94 (-5.86%)
  - 前日のトランプ大統領の減税ツイートへの期待の急上昇から期待の剥落による下落の最中に入ってきたWHOテドロス事務局長による公式の新コロナウイルス世界的パンデミックを宣言するや否や急降下する展開で、一時期は$-1700近く下げた時間帯もあったが、その後少々の買いが入ったことで引値での$-1500は避けられたものの最終的に-5%以上の下げとなった[48]。

- 2020年3月18日　US＄19,898.92 -1,338.46（-6.30％）
  - 18日の市場は、新型コロナウイルスの感染拡大への懸念で取引開始直後からダウ平均株価は前日に比べて$1,000を超える水準で大きく値下がりしていた。そして、日本時間の午前2時前に主要な株価指数「S&P500」の下落率が7％に達したため、サーキットブレーカーが発動され、自動的に売買が中断された。このサーキットブレーカーは、2013年に現在の基準が設けられた後、同月9日に初めて発動されたが、18日で4度目となる。取引は15分後に再び再開されたものの、その後も大幅に値下がり幅を広げていき、一時$19,000を割り込んだ。ダウ平均株価が$19,000ドルを割り込むのは、2016年11月以来、3年4か月ぶりである[49]。

#### 特筆すべき年度内記録の記録の場
- 2018年2月5日　US＄24,345.75 -1175.21（-4.60％）
  - 好調な雇用統計などの経済指標を受け、金利が急上昇したのに伴うリスク資産からの資金逃避と解釈された。一時$1500を越える急転直下で市場取引者は驚きの声を上げた。

### 最大の下落率
- 1987年10月19日　US＄1,738.74 -507.99（-22.61%）
  - ブラックマンデー。

### フラッシュクラッシュ
- 2010年5月6日
- 2013年4月23日
  - 詳細は、フラッシュクラッシュを参照のこと。

## 市場推移

### 1999年
- 3月29日 - 史上初めてダウジョーンズ株価が10,000ポイントを突破した。[50]

### 2014年
- 7月3日 - 米国雇用統計が発表され雇用者数が市場予想を大幅に越えるプラス幅で28.8万人と大幅増加となり、失業率も6.3→6.1％と横ばいを見込んでいた市場にとり大きなサプライズとなった。また、3日は翌日に祝日を控えまた週末までの3連休ということもありNY市場は短縮取引であった為引けにかけて利益確定が流れ込むかという観測が多数あったが、それに反して引けにかけても上値を伸ばした。また、この日はダウ平均が史上初めて17,000ドルを突破した記録に残る日となった。
- 7月16日 - 終値ベースの史上最高値は好指標と若干のリスク回避傾向の緩和により2014年7月16日に更新された。
- 7月17日 - リスク志向加速がみられたがウクライナ東部上空でマレーシア航空機が撃墜された様だとの速報が流れるとリスク回避の動きが顕著になり一気に17000ドルわれまで引けにかけて下げる結果となった。
- 9月4日 - 発表されたISM非製造業指数が市場予想を大きく上回る伸びを見せたことにより米国景気の加速をみこした買いが入り史上最高値を更新したが、更新後は翌日に控えた雇用統計やウクライナの停戦協議をにらみ利益確定の動きに押され終値ベースでの史上最高値を更新できなかった。
- 9月16日 - 翌日にFOMCの政策金利やQE縮小の発表と合わせて注目されていたのが声明文内に「QEを辞めた後も長期にわたり低金利を維持する」という文言がどうなるかという事であったが当初は削除されるという観測が優勢でダウが調整していたが著名なFEDウォッチャーが削除されないという見解を発表した為にダウが一気に最高値を更新する運びとなった。しかし、翌日の発表への警戒感から取引時間中の最高値を更新後は利食いが入り終値時点での史上最高値更新はならなかった。
- 9月17日 - FOMCで現状維持が決定されるとともに、今後の金融正常化に関する声明が出されたが市場はおおむね好感する形で上昇。
- 9月18日 - 前日のFOMC内容を引き続き好感する中、米国新規失業保険申請数が28万人と市場予想をおおきく上回る少なさとなった事を好感し続伸。
- 9月19日 - 英国のスコットランド独立住民投票が独立反対派の勝利で終わり一先ずリスク要因が一つ無くなった事と中国のネットビジネス大手アリババがNY市場に上場し初値が売り出し68ドルから大きく続伸して94ドル付近を付ける約3割高となったことなどを好感する形で世界的に続伸商状で始まったが週末や休日中にG20財務相・中央銀行総裁会議がオーストラリアのケアンズで開催されるという事もあり終盤は利益を確定させようとする売りに押される形で引けを迎えた。
- 10月31日 - 日銀が予想外のタイミングで金融緩和の追加を行ったことと、日本のGPIFが年金資産の運用に関して国内債権比率を60→35％に引き下げ、その代わりに国内株式・外国株式への運用シフトによりそれぞれ比率を25％まで引き上げるという合わせ技によりドル円などクロス円が急激に円安に振れたことや、FRBがQEの停止を数日前に決めたことで市場流動性を懸念していた向きがあったがそれをカバーするところが出てきたため好感して一気に史上最高値を更新する動きとなった。
- 11月5日 - 米国中間選挙で共和党が上下院の過半数を確保したことでオバマ政権はレームダック化が決定的となったが、議会が一本化されたことで共和党が企業活動には有利であるという過去の経験則も働いて不透明感が一つ選挙の通過で無くなったことを好感した形の相場となった。
- 11月6日 - 引き続き中間選挙の不透明感が無くなった事と、当日発表された新規失業保険申請数が市場予想より強い結果となったことなどを好感し連日の史上最高値更新となった。
- 11月11日 - 5日連続で史上最高値を更新。
- 11月18日 - PPIや住宅関連指標の好調な結果を背景に上伸し史上最高値更新。
- 11月28日 - 感謝祭明けの半ドン取引日であり前日にオペックが総会で減産をしないとしたため、原油価格が反落したことで景気下支えになるという観測により連日での終値史上最高値を更新。
- 12月3日 - 雇用統計週に入り重要指標が発表される中ADP雇用統計が市場予想を下回る結果となったが、ISM非製造業景況指数が市場予想を大きく上回り、ベージュブックにおいてもすべての地区で雇用の改善が波及しているという事が書かれていたために続伸して史上最高値を更新。
- 12月5日 - 米国雇用統計が発表され市場予想より大幅に強い雇用の数字が出たことで続伸。
- 12月23日 - この日はクリスマス前の指標発表集中日であったが、7-9月期米国GDP確定値が改定値3.9、市場予想4.3を大きく上回る5.0という途方もない良好な数字に確定されたことでダウ平均も好感する形で上昇して史上最高値をつけたと同時にダウ平均史上初めて18,000ドルを越えた記念すべき日となった。
- 12月24日 - クリスマスイブということで薄商いの中に米国の新規失業保険申請数の発表があり良好な結果であったことを好感した形で続伸したが、半ドン取引であったこの日の引けにかけて売り圧力がかかり18,100ドルを狙う動きとはならなかった。
- 12月26日 - クリスマス明けの薄商い取引の中、ゆるやかなリスク志向が継続し連日で史上最高値更新。

### 2015年
- 2月25日 - 連日の史上最高値更新、新築住宅指数が市場予想を上回ったこととギリシャ問題進展期待による楽観傾向により続伸。
- 5月15日 - 久々に終値時点での史上最高値更新。ここのところの米国指標が全体的に市場予想より弱含む内容に利上げが後になるのではないかという雰囲気を好感するという後ろ向きな心理を株式市場は好感する形で堅調推移するというあまり良い内容ではない中での更新。
- 5月18日 - 住宅指標が市場予想を下回りダウ平均株価も揉み合っていたが、シカゴ連銀エバンズ総裁が利上げについては年内にやるべきではないとする発言をしたためこれを好感する形で上昇し史上初めて18,300ドルを上回る値を初めてつけた日となった。
- 5月19日 - 米国の住宅指標である住宅着工件数・建設許可件数が急回復し市場予想を大幅に上回る結果となった事を好感して連日の最高値更新となった。

### 2016年
- 7月12日 - 英国のEU離脱問題や米国自身の前月の雇用統計結果を受けて利上げ懸念が後退した中で7月8日に発表された米国雇用統計が予想外に大葉菜上昇を示したことで利上げ懸念の後退と米国雇用情勢の急回復という条件が重なり急激に戻してきたことで約1年2カ月ぶりにダウ平均が史上最高値を更新する事になった。13日も引き続き連日更新。
- 7月14日 - 史上初めて18500ドルを越えた歴史的日であった。市場がPPIや新規失業保険申請数が市場予想より大幅に良い結果を好感するだけでなく、折からの英国EU離脱国民投票結果による経済影響懸念などを背景にしたFOMCの利上げ先送り思向もダウ平均の押し上げに貢献した形もあっての更新。
- 7月15日 - 予想より中国の四半期GDPが市場予想より良かった事で景気後退懸念が薄らいだ事に付け加え、米国指標でも特に小売売上高が市場予想を大きく上回り、鉱工業生産も市場予想より良好な結果であったことで連日最高値更新。しかし、NY連銀指数は大幅に悪化してマイナス直前であったり、ミシガン大消費者信頼感指数（速報値）も市場予想を大きく下回ったり、消費者物価指数も若干ではあるが市場予想を下回る結果が出るなど影もあった日であった。また、フランスでのテロやNY終盤にかけてはトルコでの軍部クーデターの発生を伝える報道などが入り不穏な週末の中の更新であった。
- 7月18日 - 週末にトルコのクーデターが一応制圧された流れで連日の史上最高値更新となった。
- 7月19日 - 米指標の住宅着工件数や建設許可件数の市場予想より良い結果を背景として史上最高値を更新したが、序盤から中盤はダウが軟化していた。
- 7月20日 - この日初めて18,600ドルを越えた歴史的日となった。前日までの堅調地合いを引き継ぎ、英国のEU離脱問題の影響は軽微という雰囲気と米国の景気は堅調と云う雰囲気が市場に広がっている事で連続更新続く状況となっていた。
- 8月11日 - 百貨店売り上げが好調な決算に繋がった事を発表した為に小売中心に株価が上昇し、またエネルギー関連でもサウジが翌月の産油国会合で価格安定への協議をする可能性があるとの発言をしたことでエネルギー関連価格（原油先物など）が上昇した事も寄与して史上最高値を更新する動きとなった。
- 8月15日 - この日発表された指標は市場予想よりも悪い状況であった中で米国10年債や原油価格が上昇した事によりダウ平均が続伸して夏休み中の閑散相場の間隙をぬって史上最高値を更新する流れとなった。
- 11月10日 - 大統領選後、共和党候補者のトランプが当選し一度は大幅下落（先物で1,000ドル規模）を前日にした後に大幅に戻し米国10年債利率が2％を一気に越え、米国議会もすべて共和党が多数派となったことで意思決定がスムーズに行われるという観測とトランプ候補の公約に大幅減税とインフラ投資がある為大幅な財政出動による景気加速期待などがあったと言われるが、この日再び史上最高値を更新し、18,700台を一気にスル―して力強く上昇した圧巻の日となった。
- 11月11日 - 米債券市場がベテランズデーで休場となる中調整するかに見えた相場が後場に入り上昇し連日で終値ベースの史上最高値を更新し、新大統領となるトランプの経済政策方針に期待して上昇する日となった。
- 11月14日 - 引き続きトランプ相場の様相で金融株が上げを先導したが選手ほどの勢いは無く寄り付き後に史上最高値を更新してから中盤まで軟調な展開があったが引けにかけてプラス圏を回復したことで終値ベースでの史上最高値を更新する結果となり3営業日連続の史上最高値を更新するとともにダウ平均が史上初めて18,900ドルを越えた歴史的日となった。
- 11月15日 - この日発表された米国小売売上高が市場予想0.6に対し0.8と上回っただけでなく前月分も0.6→1.0に上方修正されたことにより市場が好感して連日の終値での最高値更新となった。また終値ベースでダウが史上初めて18900ドルを越えた歴史的日となった。
- 11月21日 - 堅調な流れの中で史上最高値を更新。この日の引け直前に日本の福島沖で発生した大きい地震などの影響が出るか注目された。
- 11月22日 - 堅調な寄り付きとなり史上初めてダウ平均が19,000ドルを場中・終値で超えた歴史的な日となった。
- 11月23日 - 米国感謝祭前の市場で調整色が強まるのではないかとの観測を裏切る様に耐久財受注が市場予想を大幅に上回る好結果になるなど好調な結果を見て史上最高値を連日の更新となった。
- 11月25日 - 感謝祭明けで半日取引の中終日堅調地合いを引き継ぎ感謝祭翌日のブラックフライデーが好調であろうと云う観測もあり感謝祭休日を挟んで連日の最高値更新と半日取引中の引け値で史上最高値とともに19100ドルを超えたというトリプル実現の非常に強い日となった。
- 11月30日 - この日は予想外にOPECが減産合意をしただけでなく、ADP雇用統計が市場予想の16.5万人を大きく上回る21.6万人、個人所得が市場予想0.4に対して0.6、シカゴ購買部協会景気指数が市場予想52.5に対して57.6等々という軒並み大幅に良い結果が出たことで一気にリスクオンの状況・加速となり史上最高値を更新する動きとなった。そしてこの日始めて19200ドルを超えた日となったが、引けにかけては値を削り終値ベースでの史上最高値を更新することは出来なかった。
- 12月1日 - 米国の経済指標が軒並み良い結果となった事を受けて翌日2日に発表される雇用統計への期待もあり続伸して連日の最高値更新となり終値ベースでも史上最高値を更新する動きとなった。
- 12月5日 - 週末のイタリア憲法改正国民投票が否決される状況下で東京市場中は軟調に推移していたが当事者の欧州市場が堅調地合いとなりそれを引き継ぐ形で続伸商状となり寄り付きで史上最高値を更新する運びとなった。そして。その後に発表されたISM非製造業景況指数も市場予想を大きく上回る数字であった事も伴って終日堅調な環境の中終値で19200ドルを超えて引けた歴史的日でもあった。
- 12月6日 - 貿易収支が赤字幅を拡大し、7-9月期非農業部門労働生産性改定値は市場予想に届かなかったものの、製造業新規受注は市場予想を上回り堅調であった。引き続き利上げを見込む市場ではあったが終日堅調地合いが続き終値での史上最高値を再び更新する流れとなった。
- 12月7日 - 引き続き堅調な流れであった。前日に日本のソフトバンク孫会長とトランプ次期大統領との電撃会談で500億ドル（日本円に換算して5兆数千億）の米国内への投資計画と5万人の雇用創出を表明した孫会長の発言で米国株式市場が堅調な流れを後押しした形で史上初めて19300ドルを上回っただけでなく一気に終値ベースでも19500ドルを上抜けて急激な上昇をし引け値がほぼ高値引けという歴史的な日となった。
- 12月8日 - ECB理事会とドラギ総裁会見に振らされ米国10年債利回りが振り回されたが株は比較的堅調でその流れの中19600ドルを超えて史上最高値を更新した。
- 12月9日 - 堅調な流れの中ミシガン大消費者態度指数が市場予想を上回る結果となり消費者態度も良好な事が示された事も後押しとなり連日で史上最高値を更新し、勢いを駆って一気に19700ドルを一気に抜けて今週の終値となった。この1週間はすべての日で連日の史上最高値更新と云う歴史的1週間となった。
- 12月12日 - 好調な米経済と週末に非OPEC諸国との減産合意などを受けて原油価格上昇期待などインフレが期待できる状況になり関連業種が特に活況となり19,800ドルを初めて越える状況となり連日の史上最高値更新となった。（6連騰）
- 12月13日 - 米国指標の好調地合いとトランプ次期政権の陣容が固まってきている事などを好感して連日の史上最高値を更新する地合いが継続し、翌日のFOMCで利上げの発表が見込まれる中でもつよ地合いを継続し史上初めて19900ドルを越え終値でも19,900ドルを越え20,000ドル目前となった。（7連騰）
- 12月14日 - FOMCで利上げが決定され、かつ金利見通しドットチャートが前回の見通し2017年2回の利上げよりもタカ派寄りの2017年3回の利上げ見通すとの方向に修正された。金利引き上げは予想通りであったが金利見通しが引き上げられた事を好感して史上最高値を更新したが、その後反落して終値での史上最高値更新は出来なかった。
- 12月20日 - 日銀が引き続き緩和的指向であった事と前日までの指標がおおむね良好であった事に加え、前日の講演でイエレンFRB議長が雇用市場について強気の発言などをしており米国の経済状況が引き続き良好な状況であろうと云う雰囲気の中でダウ平均が史上最高値を更新し、史上初の大台20,000ドルが目前まで迫る流れとなった。

### 2017年
- 1月25日 - トランプ政権のインフラ投資や米自動車業界保護姿勢が鮮明となる様な発言など保護貿易指向の発言が前日相次ぎ、また選挙公約であった大型減税と大規模な規制緩和などの期待が非常に高まった事、経済指標の好調地合いなどが追い風となり続伸。1月6日に19999.63ドルと紙一重で越えられなかった壁を越え、史上初めて20,000ドルの大台を超え歴史に残る日となった[51]。ただし、期待だけが先行する危うさも、若干ほどは垣間見えた。結果的には、終値20,068.51ドルをつけた。
- 1月26日 - 引き続きトランプ政権の政策指向を期待する流れが続きダウ平均は史上最高値を更新する流れが継続した。
- 2月7日 - 場中史上最高値更新。引き続き日米首脳会談でトランプ大統領が保護主義的要求をするのではないかとの憶測で米企業にとっては上昇要因。
- 2月9日 - NY市場が開場間もなくトランプ大統領の「2-3週間以内に驚く様な税についての発表を行う」との発言を好感して史上最高値を更新。
- 2月10日 - この日は日米首脳会談に対するポジティブな思惑が働き序盤から堅調な流れで始まり史上最高値を連日で更新する流れとなった。
- 2月13日 - 先週末の日米首脳会談を波乱なく通過しポジティブな内容に目が向きやすくなった点と改めてトランプラリーの再開を期待した買いが流入し連日の史上最高値更新の流れとなった。
- 2月14日 - トランプ政権のフリン大統領補佐官が就任前にロシアの駐米大使と制裁などのことについて話し合っていたとの疑いで窮地に陥っていたなかで辞任と成り、また北朝鮮の金正男が暗殺されたのではないかという噂が流れる中の不穏な情勢下で始まったがイエレンFRB議長の議会証言で経済見通しなどと利上げに前向き姿勢の中でも大きく崩れず逆に盛り返して終値が史上最高値という非常に力強い上昇の日となった。US＄20,500越え
- 2月15日 - 小売売上高や消費者物価指数などの好調な結果を背景に連日の史上最高値を更新（5日連続更新）
- 2月16日 - 市場予想を大幅に上回る好調な指標（新規失業保険申請数・住宅着工件数・建設許可件数は市場予想より良好、フィラデルフィア連銀製造業景況指数に至っては市場予想18が結果は43.3とかなり強い結果）を背景に連日の史上最高値更新の動きが続く。（7日連続連騰6日連続更新）
- 2月17日 - 高値警戒感や欧州内でのポピュリズム風潮（この日はフランスで国民戦線のルペン党首の存在感が世論調査で増す）の広がりを警戒する中で終日軟調傾向であったが週明けの米国が休日であることなどが意識され積極的取引が細る中で引けにかけて米国経済の好調部分を意識して盛り返し終値ベースでの史上最高値を僅かに更新した。（8日連続終値ベースで続伸）
- 2月21日 - 週明けの休日を挟んでの連日の史上最高値更新。前日にもFRB高官の利上げ積極姿勢と引き続きトランプ減税期待の相場が続いている状況。（8日連続で終値ベースの史上最高値更新）
- 2月22日 - 欧州時間より仏政局に絡んでルペンリスクが意識される流れでリスク回避傾向が表れていたが、仏大統領選で支持率最上位のマクロンに中道派のバイルンが協力方向に動いているとの報道によって市場雰囲気が一転良化してこの日も史上最高値の更新となった。また中古住宅販売も好調を持続していた事も少なからず影響したものと思われる。
- 2月23日 - 引き続き好調な米経済とムニューチン財務長官が会見を行う際に減税に言及するのではないか（実際には言及せず、ドル高についての言及をしたが短期的な動きについては市場が決めると発言したことでドルは下げ、株式はドル軟化を好感する形で序盤は良い流れとなった）との期待を背景に連日の史上最高値更新。
- 2月24日 - 史上最高値更新はとまったものの、ひき続き好調な経済環境と翌週にも発表されるであろうトランプ減税への期待が下支えする形で終値ベースの史上最高値を連日の更新（11連騰）
- 2月27日 - 寄り付きは前日比下落で始まったが、トランプ大統領が発言すると云う事で期待が相場を押し上げ史上最高値を更新した。（12連騰）
- 3月1日 - 前日はトランプ大統領の就任後初の上下両院合同演説への一定の警戒もあり僅かに反落して連騰記録は途切れたが、その後無難に演説を通過し、大規模なインフラ投資への期待や減税への期待が再び醸成されたことで先物がぐんぐんと上昇し寄り付き段階で21,000ドルを史上初めて越えた歴史に残る日となった。
- 6月1日 - トランプ大統領がパリ協定離脱を表明し温室効果ガスの制限が緩くなるという思惑と好調を継続している雇用情勢を裏付けるADP雇用統計が発表された事に裏打ちされる形で上昇し終値ベースでの史上最高値を最高値引けの形でつけた。
- 6月2日 - 雇用統計は市場予想を大きく下回ったものの雇用環境を維持するには充分の数字（市場予想は18万人に対して結果は13.8万人で良好な雇用環境を維持するには12万人で充分といわれていた）であったことで一定の安心感が広がる中で場中に史上最高値を3カ月ぶりに更新する流れとなり、終値ベースでも連日の史上最高値更新となった。(2連騰)
- 6月8日 - この日は米議会上院においてロシアゲート疑惑の一部であるトランプ大統領側によるFBIへの捜査妨害疑惑についてコミー前FBI長官の議会証言が予定されていたのだが明確な捜査妨害を確定づける様な証言が無く安心感が戻ってきた事等に対して一先ず好感傾向の相場となりその勢いに乗じて史上最高値を更新する流れとなった。
- 6月9日 - この日は英国の選挙結果がハングパーラメントとなったことでリスク回避となるのかと警戒されたが今週の諸イベントリスクを通過した事をひとまず好感する流れが優勢となり結果的に連日の史上最高値更新となった。しかし諸問題が根本的には何も解決されておらず楽天的に相場の上値をどんどん追いかけるという感じの雰囲気でもなかった。
- 6月13日 - 卸売物価指数コアの良好な結果や翌日に発表されるFOMCでの利上げ期待もあり、一応落ち着いている世界の政治情勢なども背景に史上最高値を更新する流れとなった。
- 6月14日 - 寄り付き段階で連日の史上最高値を更新する運びとなったが当日に発表されていた米国の経済指標である小売売上高や消費者物価指数は予想外のマイナスであった為押し戻される状態となった。米国経済指標が斑模様となる状況下でも当日発表されるFOMCの発表で利上げがなされるという状況を期待していた流れと言っても良い状況だったのでないだろうか。結局終値ベースにおいても連日の最高値更新となった。
- 6月16日 - 指標は弱含むモノが目立ってきているがFOMCでの経済に対する楽観傾向を反映し終値ベースでの最高値更新の運びとなった。
- 6月19日 - 週末に大きな材料が無い中で先物が堅調であった流れを引き継ぎNY入りの段階でロス米商務長官が「カナダ・メキシコは為替操作はしていないようだ」と発言したのを好感し寄り付きで史上最高値を更新する流れとなった。この流れに大きく寄与したのがここのところ連日値下がりをしていたハイテク・IT関連の買い戻しがこの流れに勢いをつけた側面も大きいのと、NY連銀ダドリー総裁が「米国の景気はまだまだ長期の拡大が続く」との強気発言もあり史上最高値を更新し史上最高値引けという非常に強気な相場であった。
- 6月20日 - 前日の連銀総裁発言を好感する流れのまま寄り付きで史上最高値を僅かに更新してはじまったが、その後が伸びず引けにかけて失速。
- 7月3日 - 独立記念日の祭日前の半ドン取引のNY市場においてISM製造業景況指数が非常に良好な結果が出たことでダウ平均が一気に上昇し史上最高値を更新する流れとなったが半ドンの引けにかけて失速。終値での史上最高値は更新できなかった。
- 7月12日 - イエレン議長の半期に一度の議会への金融政策報告書の事前原稿で市場が思っていたよりもハト派傾向であったことを好感（安心）して一気に100ドル以上上昇して寄り付きその勢いで史上最高値を更新しトランプ大統領の息子であるトランプjrに関連したロシアとの関係などが出てくるなどトランプ大統領誕生までの一連の疑惑などが囁かれるロシアゲート懸念などもある中で終日堅調に推移した。
- 7月13日 - 強弱まちまちの米国指標であったが前日の堅調な流れを引き継ぎ、翌日に発表される小売売上高などの指標に期待を持ちつつの相場であった。
- 7月14日 - 消費者物価指数は市場予想と一致したが、小売売上高が予想外のマイナスとなる中で米国10年債の金利動向が軟化したにもかかわらず逆に市場はテーパリングや次回金利引き上げが遅れるという考えが盛り返したことにより株式市場はこれを好感して上昇し史上最高値を更新するという歪んだ構造をよく表した日となった。
- 7月19日 - 良好な米国経済指標を眺めながら徐々に上げ幅を伸ばし終値ベースでの史上最高値を更新
- 7月26日 - 強弱入り混じる指標が多くなってきた中で前日の産油国関連報道で原油価格が上昇などして市場の雰囲気が良好な状態にある中で史上最高値を更新
- 7月27日 - 強弱入り混じる指標であったが耐久財受注が市場予想を大幅に上回ったこと、そして原油価格の上昇、ヘルスケア法案の成立への期待もあり寄り付きで史上最高値を大きく上回って始まった。またIMFが景気について「年初に景気の勢いが一時的に鈍化したが、その後は上昇に向かった」との報告を発表したことも後押しになった。しかし、米国中長期債入札結果が出た後に値を消す展開となった。
- 7月28日 - 四半期GDPが2.6と市場予想と一致する着地となり警戒していた市場に一定の安心感を与えたことで終盤にかけて史上最高値を更新する流れとなった。しかし、場中に突如北朝鮮が中距離弾道ミサイル実験を夜中に決行したことで不安定化する場面も見られた。
- 7月31日 - 引き続き強弱入り混じる米国経済指標の中で連日の史上最高値更新。
- 8月1日 - 雇用統計発表週に入り期待が先行しているような相場ではあるがこの日発表された指標は弱含むものが目立っただけでなく米国新車販売が予想以上に減少している実態が浮き彫りになって米国自動車業界に逆風であったが、ダウ平均は意に介さずの感じで連日の史上最高値更新を続ける結果となったが、史上初の22,000ドル越えを目前に足踏みするなど弱い部分も感じられる市場であった。
- 8月2日 - 連日米国指標は市場予想に届かない状況が続いているがダウ平均は逆に上値追いという何とも不自然な状況が続いている中での上昇でついにこの日史上初めて22000ドルを超えた上終値でも超えたまま引けた歴史的日となった。
- 8月3日 - 連日の米国指標が弱含む中での史上最高値更新。この日はISM非製造業景況指数などが市場予想を下回ったにもかかわらず史上最高値を更新する違和感がある相場が引き続きあった。
- 8月4日 - 米国雇用統計が市場予想を1.8万人上回り、かつ平均時給の伸びが市場予想平均+0.3と一致したことで先月より賃金の伸びがわずかに加速したことなどを好感して米国10年債金利が上昇していったことなどで寄り付きで史上最高値を更新していく流れとなり、中盤失速する場面もあったが最終的に終値が史上最高値という終わってみれば非常に強い相場であった。（9連騰）
- 8月7日 - 前週末の雇用統計を引き続き好感する形で史上最高値を更新して寄り付き概ね終日堅調推移であった。（10連騰9日連続史上最高値更新）
- 8月8日 - 久々に前日比マイナスで寄り付いたが普段はあまり材料視されない23:00に発表された米国6月労働移動調査が市場予想を大きく上回り、完全雇用状態にあるといえる米国労働市場にあってこの強い数字はいつか賃金上昇につながるというポジティブな予測を連想させそれに伴い米国株の上昇につながり史上最高値の連日更新につながった。しかし、後場になると北朝鮮の挑発行為にたいして米国トランプ大統領がいつも以上に強硬な発言をツイッターに投稿したことで、やや警戒感が強まった。
- 9月12日 - 先週より懸念されていた北朝鮮リスクが後退したことと、北朝鮮への制裁が中露に配慮する形で譲歩してあまり強力な制裁とならなかったことで市場の警戒感が緩み月曜に引き続いて大幅に上昇したことで終値ベースでの史上最高値を更新する運びとなった。
- 9月13日 - 卸売物価指数が市場予想を下回り下押しに動くかと思われた市場であったが、トランプ大統領が「9月25日週に史上最大規模となるであろう税制改革による減税などについての概要草案を発表するだろう」、ライアン下院議長も同じく「9月25日に史上最大規模の税制改革についての草案を提示する」と相次いで発言したことで市場が法人税減税が大規模に行われると考えたことで市場雰囲気が一気に好転して上値を狙う動きとなった。（4連騰2日連続終値ベースの史上最高値更新）
- 9月14日 - この日発表された米国経済指標で特に重要視されていた消費者物価指数が市場予想を上回り（コアは市場予想と一致）市場が好感する形で米国10年債金利や原油先物が上昇し、米国10年債も上昇する形でダウ平均にも波及し史上最高値を更新する流れとなった。
- 9月15日 - ビットコインが前日より暴落したり、ロンドンでテロが起きたりする中で米国指標が発表されたが小売売上高はプラス幅縮小どころかマイナスに転落、鉱工業生産も同じく大きくマイナスに転落するなかであったがポンドなどの急騰などを背景としてドルも比較的堅調に推移したことでリスク回避よりリスク選好地合で寄り付きその足で史上最高値を更新した。（6連騰2日連続史上最高値更新）
- 9月18日 - NAHB住宅価格指数くらいしかなかった指標であったが市場予想を下回った状態で史上最高値を更新する流れと結果的になった。翌日と翌々日にFOMCが開催されテーパリング（資産買い入れ縮小）がついに開始されるという期待感があったと思われ直近指標は全滅に近い状態ではあるが一過性との見方が強い状況も史上最高値更新の後押しとなったのではないかと思われる。（7連騰3日連続史上最高値更新）
- 9月19日 - この日も米国指標はあまり雲行きが良くない状況下であったが米国経済状況に対する期待が続き寄り付きで史上最高値を更新する流れが続いた。（8連騰4日連続史上最高値更新）
- 9月20日 - この日の米国指標は全滅したが同日にFOMCの結果公表を控え大きく振れ幅しない状況下の中で史上最高値を更新した。FOMCでバランスシート縮小が発表される見込みであったので市場が意識している部分もあり結果公表前までダラダラ上下する感じであった。FOMCで予想通りバランスシート縮小が発表され、予想よりも内容がタカ派的内容であったが思いのほかダウ平均が崩れず発表後一旦下げはしたがシッカリで引けにかけて上値を伸ばしほぼ最高値引けであった。（9連騰5日連続史上最高値更新）
- 9月21日 - 前日の余波で寄り付き間もなく史上最高値を更新したが、その後、少し軟調気味に推移し終値ベースの史上最高値更新はならなかった。(6日連続史上最高値更新)
- 10月2日 - 米国景気への期待とトランプ大統領が発表した税制改革において法人税が20％にする目標が掲げられたことを引き続き好感する形での期待先行ではあるが9月に引き続き10月も期待が続く相場となって寄り付き寄り付きで史上最高値を更新する流れとなり、その後発表されたISM製造業景況指数が2004年以来の高い水準まで伸びていたことが判明すると堅調具合が増し22500ドルを一気に超えて定着する流れとなり終日堅調な地合いであった。
- 10月3日 - 前日からの堅調な流れを引き継ぎ寄り付きで史上最高値を更新することとなった。この日は重要な経済指標の発表が無い雇用統計週としては珍しい日であったことも良い影響が続いた要因ともいえる日であった。またこの日初めて22,600ドルを超えた日であり毎日100ドルの壁を一つずつ破っていくある意味過熱状態ともいえる状況でもあった。
- 10月4日 - ADP雇用統計が市場予想の13.5万人に一致したことで一応の安心感が出たことと、前日の余波で史上最高値を寄り付きでわずかに越えた後下落したが日本時間23:00に発表されたISM非製造業景況指数が市場予想を大幅に上回る数字となったことで堅調さを取り戻した。
- 10月5日 - 引き続き堅調な指標や要人発言を背景として史上最高値を更新する流れが続き引けにかけて山を登る形状となりほぼ最高値引けで史上初めて22,700ドルを超えた日となった。（7連騰4日連続史上最高値更新）
- 10月9日 - 先週末の金曜日に発表された雇用統計で速報値で雇用者数は-3.3万人とネガティブサプライズであったが、これはハリケーンによる影響と受け止められ逆に驚くような好調な内容であった平均時給と失業率が4.2%まで回復したことを引き続き好感する流れで寄り付き史上最高値を更新し史上初めて22,800ドルを超えた日となった。
- 10月10日 - 引き続き金曜からの流れを重要指標の発表が無い中で引き継ぎ寄り付き時点で史上最高値を更新。ただ、史上最高値を更新して一時するとスペインのカタルーニャ地域の独立問題なども影響し小緩む展開となったが、その後にカタルーニャ州政府のプチデモン首相が独立宣言の一時延期と中央政府との話し合い方向を示したことで安心感が出て上値を狙いに行く展開となり終値でも22,800ドルを超えて引けた。
- 10月11日 - 重要指標の発表もない中、他国の雑音はあったがFOMC議事録の発表に向けて徐々に堅調具合を増し、議事録発表後も崩れず最高値引けという異常なまでの強さの中で連日の史上最高値更新の流れとなった。
- 10月12日 - 前日比マイナスで寄り付いたが寄り付き前に発表されていた堅調な米国指標（卸売物価指数や新規失業保険申請数）などを背景に徐々に堅調さを増し史上最高値を更新する流れとなったものの中盤以降は軟調に推移した。
- 10月13日 - 日本時間21：30に発表された小売売上高や消費者物価指数は若干弱かったり若干市場予想を越えたりという結果に少し振れ幅を伴って上下したが寄り付き後の23：00に発表された消費者信頼感指数が市場予想をはるかに上回る３桁の数字と非常に強いものになったことを背景に強含み推移し史上最高値を更新する流れとなり史上初めて22,900ドルを超えた日となったが終値での史上最高値には僅か1ドル強足りなかった。（5連騰）
- 10月16日 - NY連銀製造業景況指数が市場予想を10ポイントも上回る好調ぶりで楽観的雰囲気が醸成され寄り付きで史上最高値を更新する流れとなり連日の史上最高値更新となった。米国スタンフォード大学教授ティラー教授（タカ派・ティラー・ルールで有名）が次期FRB議長候補としてトランプ大統領の面談を受けたという報道も相場への影響はなく引けにかけて力強く上昇しほぼ最高値引けで終値での史上最高値も更新した。（6連騰）
- 10月17日 - 好調であった輸入物価指数・輸出物価指数・NAHB住宅市場指数などを背景に寄り付きで史上最高値を連日更新する流れが続き史上初めて23,000ドルを超えた歴史に残る日となった。（7連騰）
- 10月18日 - 市場予想を下回る住宅指標の中でも米国10年債やダウ平均が続伸する非常に強い相場環境の中で寄付きで史上最高値を連日更新する流れとなった。日本時間19日午前3時に発表されるベージュブックへの期待もあったものと思われる。史上初めて終値でも23,000ドルを超えた歴史に残る日となった。（8連騰）
- 10月20日 - 前日に史上最高値の更新は止まったが連騰は止まっておらず好調な状況下で米国上院が2018年予算案を賛成51：反対49の薄氷ではあるが可決したことで市場雰囲気が良くなり先物段階で急騰しその流れのままに寄り付き史上最高値を更新して寄り付いた。その流れは取引時間中続きほぼ史上最高値でこの週の取引を終えた。
- 10月23日 - 重要経済指標の発表が無い中で日本の衆議院選挙において与党が大勝したことで同盟国の不透明感が無くなったことなども連日の史上最高値更新に寄与した感がある。しかしながら市場雰囲気は行き過ぎなくらい楽観的な部分があるという指摘も一部に出てきている中で後場で急失速する展開となった。
- 10月24日 - 好調な企業決算が多かったことなども後押しになったのか昨日の下落分を取り戻すだけでなく寄り付き段階で70ドル以上、上昇して寄り付き一気に史上最高値を更新しその後180ドルを超える上昇幅まで一気に行き23,500ドルに迫ったが達成は出来なかった。また場中に共和党議員がティラーを次期FRB議長に推薦したとの報道で振れ幅するということもあった。
- 11月1日 - 前日のトランプ大統領の税制改革についての「段階的導入は考えていない」という発言によるリスク志向の回復と好調な米国景気に対する期待などにより再び史上最高値を更新し史上初めて23,500ドルを超えたがFOMCの結果が公表されて以降は利益確定とみられる動きが優勢となり上げ幅を削り終値ベースでは史上最高値の更新はならなかった。
- 11月2日 - 好調な指標を受け比較的堅調であったが米国下院の税制改革案が発表されると期待より小さな印象で乱高下することになった。しかし、次期FRB議長にFRB理事パウエルがトランプ大統領に指名されるとハト派寄りの同氏の人事を市場が好感する形で上昇し史上最高値を更新するとともに終値でも23,500ドルを超えた歴史的日となった。
- 11月3日 - 米国雇用統計は市場予想を下回ったが引き続き堅調な雇用環境であろうという雰囲気と前日に税制改革案やFRB次期議長にパウエルが決まったことで先の不透明感が減少したことなどを背景に寄り付き間もなくで史上最高値を更新した。その後23:00に発表されたISM非製造業景況指数が市場予想を上回ると前日比でマイナス圏に沈んでいた株価が再び持ち直し上昇したことで高値圏で推移した。
- 11月6日 - 前週の堅調な雰囲気を引き継ぎ前週末比でプラス圏やマイナス圏を行ったり来たりしながら史上最高値を更新。（トランプ大統領の初めてのアジア歴訪で前日より日本来訪）
- 11月7日 - 引き続き先週よりの堅調な流れを引き継ぎ重要な経済指標等の発表もない中で史上最高値を連日更新し史上初めて23,600ドルを超えた。しかし更新後軟調に転換する場面を挟み何とか終値時点での史上最高値をわずかに更新して引けた。（トランプ大統領日本を離れ韓国へ）（5連騰）
- 11月8日 - 寄付き後は軟調推移であったが、その原因であった米国上院の税制改革法案の公表延期観測を米国上院の広報により25：30に発表する予定であると発表されたことで市場が良化し終値での史上最高値を更新する流れとなった。
- 11月21日 - 欧州や北朝鮮にアフリカなどでは懸念も多いが米国自体は好調な環境を維持しており、この日発表された中古住宅販売も市場予想を大きく上回ったことなども後押しとなり米国10年債や原油先物の上昇とともに史上最高値を更新した。
- 11月27日 - 週末に世界でいろいろな事があったがダウ平均に与える影響はほぼなく、中古住宅販売の結果を見て好調さを維持していたこともあり徐々にリスク志向が高まり、トランプ大統領が税制改革法案について「話し合いは順調だ」とツイートしたこともリスク志向を後押しし史上最高値を更新する流れとなったが、史上最高値を更新後急激に利益確定が持ち込まれたようで上げ幅を消す場面があった後は伸び悩む展開となり終値での史上最高値更新はならなかった。
- 11月28日 - 指標は強弱入り混じる感じであったが好結果（ケース・シラー米住宅価格指数や消費者信頼感指数、リッチモンド連銀製造業景況指数など）の指標のインパクトの方があり、またブラックフライデーやサイバーマンデーへの好調な内容や同日に行われる次期FRB議長であるパウエルの上院公聴会での発言などに対する期待などもあって史上最高値を更新する流れとなり堅調に推移していたが日本時間午前3時台に北朝鮮が弾道ミサイルの実験をして約1時間程度飛行していたことなどでリスク回避が発生するかと思われたがほんのわずかな時間でリスク回避の巻き戻しとなり逆に一つリスク要因が減ったとの解釈もでて、さらにブレグジット関連でも離脱に関する金銭問題が解決したとのメディア報道などもあり逆にリスク志向の再燃とともに史上初めて23,700ドルを超え、更に23,800ドルも一気に越えた記録的日となった。
- 11月29日 - 米国四半期GDP改定値が市場予想を上回り、またイエレンFRB議長が議会証言原稿の公表で景気に楽観的見方を示していることが明らかになると堅調に推移していた先物が更に上昇し史上最高値を大きく更新して寄付きすぐに史上初めて23,900ドルを越えた。
- 11月30日 - 米国指標（個人所得や新規失業保険申請数・シカゴ購買部協会景気指数など）が予想を上回ることが多い状況の中で前日のイエレン発言なども材料とされ史上最高値を連日更新する過熱ぶりで史上初めてダウ平均が24,000ドルを寄り付きで越えてきくると24,100ドルから更に24,200ドル台、24,300ドル台まで次々に駆け上がった記録に残る日となった。
- 12月4日 - 先週末に難航していた米国上院の税制改革法案が賛成51：反対49でいろいろな苦難の末市場が閉まった後の現地時間翌日2日の午前2時前後に可決したことを好感して大幅に上昇して一気に100ドル単位の節目を2つも飛び越して寄り付く状況になったことで寄り付き段階で史上最高値を大きく超えた。しかし、その後の後場に入ると急速に上げ幅を消した。背景にはロシアゲート問題に関して共和党下院議員2名の訴追が伝わったことや北朝鮮絡みの懸念などがあった。結果的にはかろうじて終値段階での史上最高値も更新しているかたちで引けた。
- 12月8日 - 雇用統計が市場予想を上回ったが平均時給は前月分がマイナスに修正され当月の結果も市場予想に届かないという内容が良くない状態で、その他の指標も市場予想より弱い内容でありながらリスク回避相場の巻き戻しとでもいうべきなのか指標発表直後こそ弱含んだもののその後は盛り返し終わってみれば終値ベースで史上最高値を更新する状況となるなど釈然としない部分が多い更新劇であった。
- 12月11日 - 先週末の流れを引き継ぎ続伸。朝方にマンハッタンで爆発テロなどが発生し若干上下したが引けにかけては堅調となり終値ベースの史上最高値を更新した。
- 12月12日 - 米国指標としては卸売物価指数が好調な結果であったのだが予想の範疇であった。しかしながら雇用統計後のトレンドが強く徐々に上げ幅を広げた結果時間半ばについに史上最高値を更新する流れとなった。
- 12月13日 - 利上げ確実なFOMCの結果発表を控えている状況下で消費者物価指数のコアが市場予想より弱い結果となりドルは弱含んだがダウ平均はドル安を好感する形で続伸して寄り付き市場最高値を更新した。史上初めて24600ドルに乗せた日でもあったがFOMCの結果発表とイエレン議長の最後の会見等を経て利益確定等が流れ込み最終的には24600ドルを割り込んで引けた。
- 12月14日 - 好調な米国指標（小売売上高・週次新規失業保険申請数等）を背景に寄り付きから史上最高値を更新して始まった。
- 12月15日 -この日発表された米国指標は弱含んだが、米国上下院による税制改革法案すり合わせ案に対して反対の姿勢を示していた上院共和党議員が賛成の意向を表明するという方が伝わり年内成立の見通しが立ったことでダウ平均が続伸し史上最高値を更新する流れとなった。
- 12月18日 - 週末に何も起こらなかったことや先週より伝わる米国税制改革法案が議会で可決されるであろう見通しを好感する形で大幅上昇して寄り付き24,700ドルを飛び越して24,800ドル台をつけた日であった。
- 12月21日 - 四半期GDP確定値やコアデフレータなどを中心に米国指標がこの日は弱含むものが多かったが前日にトランプ大統領が目指した大規模な税制改革法案修正案がついに米国上下院で可決されたことを好感する流れが続いたと考えられる。しかし、後場にカタルーニャ州議会議員選挙や翌日に控える暫定予算期限による政府機関閉鎖懸念などもあり緩み結局史上最高値も終値時点での史上最高値もどちらも更新できなかった。
- 12月28日 - 年末の閑散取引状態の中指標結果はまちまち、米国10年債弱含みの中であったがダウだけは力強くこの時期に終値ベースでの史上最高値を更新するという歴史的に見ても珍しくダウの歴史を見ても初めて尽くしの更新劇であった。※ 結局29日は引けで100ドル以上の反落で一年を締めたが2017年は一年かけて平均値が4000ドル超上昇する歴史的な高値で越年することとなった。ダウ平均も2013年以来の超好パフォーマンスで良く騰がった歴史に残る一年であった。

### 2018年
- 1月3日 - ISM製造業景況指数や建設支出などの指標が市場予想より軒並み良い数字が出たことで一気に史上最高値を更新する流れとなり年始2日連続の上昇からの入りとなった。一週間ぶりに最高値を更新して終値は24,922.68ドル。場中最高値も24,941ドルを超えた。[52]
- 1月4日 - ADP雇用統計（市場予想19万人に対し結果は25万人）及び週次失業保険申請数等の重要指標が軒並み良好な結果でそれらを背景に先物段階から続伸し、連日の史上最高値更新と史上初めて終値で25,000ドルを越えた歴史的一日となった。[53]
- 1月5日 - 寄り付き前に発表された雇用統計の雇用者数自体は市場予想を下回ったが平均時給が市場予想に一致し良好な雇用環境であるという認識があり寄り付きで早々に史上最高値を更新する強い相場がこの日も継続した。[54]
- 1月8日 - 先週末からの流れを引き継ぐ形で先物段階では非常に東京時間は堅調であったが欧州中盤頃より先物が軟化し史上最高値更新が危ぶまれたが寄り付き段階で25,300ドルを越えて寄付き史上最高値を連日の更新であったが寄り付き直後から利益確定に押され軟化した為に終値での史上最高値更新はならなかった。。[55]
- 1月9日 - 目立った指標の発表が無い中で堅調な状況を維持している各国株価と歩調を合わせ史上最高値を更新。史上はじめて25400ドルをつけた日となった。[56]
- 1月11日 - 生産者物価指数が予想外のマイナス、週次新規失業保険申請数が市場予想より悪い結果でネガティブな雰囲気が広がるかと思われたが良好な市場雰囲気のなかで寄り付き間もなくで史上最高値を更新した。これには前日中国が米国債の購入停止もしくは漸減を検討しているのではないかという憶測報道を中国当局が否定したことの寄与も大きかった。最終的に終値にかけて上値を拡大して行き終値がほぼ史上最高値という非常に強い動きの一日であった。この日初めて25,500ドルを越えた日となった。[57]
- 1月12日 - 小売売上高・消費者物価指数のそれぞれコアが市場予想を上回り過度の懸念が和らいだことで上値を寄り付きで獲りに行き史上最高値を更新した。この日初めて25,600・25,700ドルを立て続けに突破し、最終的に25,800ドルも突破し25,810.43ドルで引けた。
- 1月16日 - 前日がキング牧師の誕生日の休日で実質週明け相場であったが寄り付く前に発表されたNY連銀製造業景況指数が市場予想を下回り6か月ぶりの低水準に沈んだことでダウ先段階の大きく上げた株価を削るかと思われたが逆に続伸し史上初めて26,000ドルを突破した歴史的日となった。続伸の背景には世界的に株価が上昇し好調な株式市場の流れが続いていることや決算への大きな期待があると思われたが、徐々に利益確定に押され、さらにモラー特別検察官がバノンを大陪審に召喚するのではとの観測が流れたことも影響してか一気に利益確定優勢となり終値では前日比約－10ドルに沈み大きく上げた分を帳消しにした。[58]
- 1月17日 - 前日消した上げ幅を丸々戻し更に上値を追った一日であった。指標結果は振るわなかったが、ベージュブックの内容が楽観的であったことが上値追いの要因と後付けのように言われた。実際は当日寄付きから一貫して上値を狙っている強い相場だったため、何が直接の要因であったのかと言われると答えにくい相場であった。相場の上昇と米国10年債の上昇という相反するものが同時に上昇する相場でもあった。[59]
- 1月18日 - この週で最も多くの米国指標が発表される日であったが、フィラデルフィア連銀製造業景況指数や住宅着工件数は市場予想を大きく下振れ、逆に週次新規失業保険申請数や建設許可件数は市場予想より上振れたまちまちの内容となったことで、買いと利益確定がせめぎ合う状況下で寄付きを迎えた。史上最高値をまもなく更新したと同時に調整含みでマイナス圏に沈んだりしながらの推移となったが、引けに向かうにつれてもはや風物詩のようになった暫定予算・政府機関閉鎖懸念にむけたごたごたが伝わるにつれて下げ幅を広げた。
- 1月22日 - この日は、先週末より米国の茶番劇暫定予算決定できず政府機関閉鎖という状態であったが、共和党・民主党が歩み寄り政府機関閉鎖解除の目途が立ったことで上値を追う状況となり、ほぼ終値が史上最高値という状況下で引けた。
- 1月23日 - 寄付き後に史上最高値をわずかに更新したが、その後ダウ平均がマイナス圏に沈んだ。
- 1月24日 - 指標は良くないものが多かったが、先物段階より上値を追い寄り付きで史上最高値をあっさり更新していった。
- 1月25日 - 指標については弱いものが目立ったが、楽観的傾向の中で史上最高値を力強く更新した。また。トランプ大統領や当局の強気な発言も良い方に捉えた節がある中で、史上最高値を更新した。
- 1月26日 - 四半期GDP速報値が市場予想を大きく下回り大きく下げるかに思われたが、逆に上昇して始まり史上最高値を更新した。トランプ大統領がTPPに対して突如前向きな発言をしたことやダボス会議での諸方向についてポジティブともとれる発言をしたことが、米国株の先行きに明るさを感じる流れをつくったとも考えられる。引けにかけて急速に上値を拡大し、史上最高値が引け値という非常に強い日となった。[60]
- 2月5日 - 2月2日に発表された雇用統計が予想以上に良好で賃金の伸びの加速が見られたことで、市場が想定する利上げスピードより利上げが早くなるという懸念が市場に漠然と想定されるようになった。リスク資産からの急激な逃避が発生し売りが売りを呼ぶ展開となり、終値でも歴史的下落で史上最大の下落幅を大幅に越える結果となった。終値24,345.75ドル　下落幅 -1175.21ドル（-4.60％）[61]
- 2月8日 - 雇用統計後、突如動き出した不安定相場により株式市場への懸念がくすぶり下げだすと止まらない状況が続いた。不安心理が相場を更に不安定化している側面がかなりの部分影響していると思われるが、この日も引けにかけて急速に下げ幅を広げ、2月5日に続き前日比で‐1000ドルを越える記録的下落幅となった。金利上昇スピードへの懸念がかなり大きいと言われている。終値で23,860.46ドル　前日比-1032.89ドル　(-4.15%)[62]
- 9月20日 - 週次新規失業保険申請数やフィリー製造業景況指数が市場予想を上回り半期末に向けて連日上昇していたダウ平均が今年2月以来の史上最高値を更新[63]。中国の報復措置が予想の範囲内だったことも影響し終値は26,656ドル98セントを記録した[64]。場中最高値26,700ドルの壁まであと一歩に迫っていた。
- 9月21日 - 石油輸出国機構（OPEC）加盟・非加盟国の石油増産合意による影響が軽微であるとの見方が強まったことから、この日も一気に伸ばし26,700ドルを超える26,743ドル50セントを終値に付けた[65][66]。
- 10月2日 - 欧州の高債務国の懸念や米中の貿易戦争の懸念がある中ではあるが、それらのリスクよりも現在の景気期待が勝る形で高値圏を維持していたダウ平均が一気に史上最高値を更新した。その後中盤にパウエルFRB議長が緩やかな利上げ方針ということを改めて発言したこととやはり米中の貿易戦争が過度に大きくはならないだろうという期待の中の市場雰囲気で上値を伸ばした。[67]
- 10月3日 - 米国の重要経済指標（ADP雇用統計・ISM非製造業景況指数等）が市場予想を大きく上回る好結果で市場の懸念が更に後退したことで連日の大幅上伸を演じ史上最高値を一気に更新し史上初の＄27,000まであと数十ドルまで迫ったが引けに向かうにしたがって米債の金利上昇などもありそれらを嫌気する形で上げ幅を大きく削った。[68]
- 10月10日 - 長期金利の上昇で企業収益が悪化することが懸念されたため、全面安[69]。
- 10月11日 - 中国の貿易摩擦への懸念などでまたもや全面安[70]。
- 12月20日 - 景気の先行き不安がより一層顕著なものとなり、670ドル以上値下がりして終値＄22,859.60と2018年の最安値を更新した[71]。

### 2019年
- 2月1日 - 米国の1月の雇用統計の結果が、市場予想を上回って改善されたことを受けて終値＄25063.89。25000ドルを回復した[72]。
- 3月1日 - ＄26,000台を一時的に回復[73]。
- 4月23日 - 戻り高値＄26,695.96をヒット。
- 6月7日 - 週間の上昇幅は1168ドルを記録。終値を＄25,983.94まで戻し、復調傾向を示していた[74]。
- 6月21日 - 昨年10月に付けた史上最高値を一時的に超える動き[75]。
- 7月1日 - 週末に開催されたG20大阪会議中に米中首脳会談が実施され通商摩擦に関して一時休戦との形となったことで市場は好感したことと同時に米朝首脳が板門店で電撃会談となったことで市場が好感状態へ。一時終値段階での史上最高値を越える動きとなり上げ幅も一時290ドルを越えた。ただ、引けにかけては伸び悩み、終値段階での史上最高値を更新することは無かった[76]。
- 7月3日 - 独立記念日を翌日に控えた状況下の中経済指標は芳しくなかったものの祝日を前にした半ドン取引とお祝いムードの中売りが出ず。引値26966ドルが最高値となり9か月ぶりの最高値更新[77]。
- 7月11日 - 前日よりのパウエルFRB議長の議会発言により再び利下げ期待が盛り上がったことと消費者物価指数が予想ほど悪くならず前月比変わらずの内容であったことで連日の続伸となり、また引値もほぼ最高値であった。史上初めてダウ平均が場中に＄27,000を越えた歴史的日となった[78]。
- 7月15日 - 中国経済に減速の懸念が呈されていても全く影響がなく、終値は＄27,359.16まで上がり最高値を更新[79]。
- 8月1日 - この日は市場が政治に翻弄される一日となった。当初は前日のFOMCで小幅利下げ後の混乱での下げを取り戻す動きとなり、前日比＄300超の上昇までいった。しかし、トランプ大統領が「9月1日より中国製品3000億ドル規模に対して10％の関税を発動させる」と発表すると、途端に暗転し一気に前日比＄300超の下げに発展。混乱相場で日間値幅は約＄630という混乱商状となった[80]。
- 8月5日 - 中国を為替操作国へ指定したことにより市場が大混乱し[81]、終値＄25717.74まで下げた。
- 11月4日 - 先週末の雇用統計の好結果と米中通商摩擦の緩和傾向等を引き続き好感した相場の勢いを駆って3か月ぶりに史上最高値を更新する流れとなった。終値は＄27,462.11まで伸びた。割高という批判もあったが、ナスダック指数やS&P500も好調であった。パリ協定からの離脱をトランプ大統領が国連に通告したにもかかわらず、この日の株価には影響は見られなかった[82]。
- 11月5日 - 前日から引き続き好調な地合いを引き継いだ中でISM非製造業景況指数も市場予想を上まった勢いも重なり、連日の史上最高値を更新した[83]。
- 11月7日 - 日本時間午後、中国商務省が米中交渉は第1フェーズ合意により双方が掛けあっている関税について、段階的に解消していくとのコメント。世界経済に影を落としていた米中通商摩擦の改善機運が高まったことを好感する形で、ダウ先物が急騰。上がりすぎだという懸念も問題にせず、その流れのままに寄り付きで一気に史上最高値を更新する流れとなった[84]。
- 11月8日 - トランプ大統領の発言を真に受けた投資家が前日より100ドル近く下げたものの、ディズニー社の決算発表が市場の予想を上回ったために株価が午後大幅に上昇し、4連騰で終値を更新した[85]。
- 11月11日 - ボーイング社の株価が値上がりしたことで最高値を小幅に更新した[86]。
- 11月13日 - 同日に行われたパウエルFRB議長の議会発言を好意的に受け止めた市場が上昇度合いを後場にかけて強め、前日で踏みとどまっていた史上最高値を更新した。ただ米国下院で行われたトランプ大統領のウクライナ疑惑に関しての弾劾の可否を判断する公聴会が同日より公開されることとなり、全米に中継される中で新たな証言が飛び出すなどの不安要素もあったが、この日の株価には影響がなかった[87][88]。
- 11月15日 - クドローNEC委員長が「米中交渉はうまくいっている」という発言をし、当然のごとく株価に反映。先物段階より騰勢を強めていた状況下で重要指標などは弱いものばかりであったが、史上最高値を更新する流れとなった[89]。ナスダックも同じく最高値を揃って更新し、ダウ平均が初めて終値で28,000ドルの大台に乗せ終値と史上最高値が引値であり歴史に残る日となった[90]。
- 11月18日 - 中国企業ファーウェイへの制裁が猶予されるという報道から買い注文が売りをなんとか上回り、最高値を更新[91]。
- 11月26日 - アメリカと中国の貿易交渉が予想以上に進展しそうという予測から一斉に買い注文が走り[92]、若干最高値を更新。
- 11月27日 - トランプ大統領の香港民主化に対する行動を中国当局が内政干渉ととらえたことにより下落の危険もあったが、貿易交渉の進展期待から最高値を3日続けて更新[93]。
- 12月12日 - トランプ大統領がツイートで「中国との大型ディールに非常に近づいているし中国もそれを望んでいる」と発信。複数の関係者も中国との交渉において米国側はこの5日の間に中国に対して現在の対象の3500億ドル相当の品目に対する関税を最大で半減する予定との情報を発言。12月15日に予定している関税についても発動しない代わりに従来より米国が求めていた金融市場の更なる開放や知的財産権保護等を要求しているとした発言まで飛び出した。これらの情報を受けて、一気に史上最高値を更新した。ブレグジット関連で総選挙となった英国において与党保守党が過半数を獲得する見込みとなったことも、場中に観測報道として流れたが[94]終値は惜しくも更新できなかった。
- 12月13日 - 米中より通商協議が一応の合意となった旨の会見での発信により市場は素直に好感し英国の総選挙により保守党が過半数を大きく上回る議席を獲得したことで英国と欧州間で不透明感の源であったブレグジットがようやく解決するという安堵感も重なり連日の場中史上最高値を更新した[95]が、トランプ大統領の否定的発言やトランプ大統領のウクライナ疑惑に絡んだ米国下院司法委員会の大統領弾劾状採決の可決により下院に送られたことが報じられると急速に上昇を消し前日比マイナスに沈んだが何とか引け値ではプラス圏を回復して米中通商協議やブレグジットに絡んだ英国総選挙等に振り回された週の取引を終えた。
- 12月16日 - 米中通商交渉での第一弾合意を引き続き好感する流れの中で連日の史上最高値更新となった[96]。
- 12月19日 - トランプ大統領の弾劾訴追の影響を全く感じさせない強気の展開から終値で最高値を更新した[97]。
- 12月20日 - 英国議会下院でジョンソン首相提出のEU離脱協定案が可決されたことで、ようやく2年余りも続いたごたごたから市場が解放される可能性が高まったことや、トランプ大統領と中国習近平総書記との前向きな電話会談についてトランプ大統領が話したことなど好材料が重なり、連日の連騰を演じる市場環境が良い日であった[98][99]。ただし始値にいきなり28,608.64ドルをつけて、高すぎだという警戒感から即座に値を下げていた。
- 12月23日 - クリスマス前で参加者が減少している環境下で目新しい好材料あるいは悪材料もなく、取引開始直後から急騰した。引き続き年末に今年の懸案事項が大きく改善したことや事業において色々と不始末が尾を引いていたボーイング社のCEOが辞任したことを好感した同社株が続伸したことなどを背景に、好感する流れが続き乱高下もなく終値での最高値を更新した[100][101]。(3連騰)
- 12月26日 - 取引直後から高騰。上下動を挟みながらも取引終了直前に急激に暴騰するなど株価が減速する材料をほとんど見いだせない展開で、終値で最高値を更新[102]。
- 12月27日 - 昨日に引き続き午前は不安定な相場で一時的に28700ドルを超える取引まで続いたものの、午後には収束して終値で若干の最高値を更新した[103]。

### 2020年
- 1月2日 - 2019年末にかけての史上最高値更新の動きが引き続き続いていることと、年末年始の市場がクローズしていた時に中国人民銀行が預金準備率の引き下げを行い市場の安定を図ったことなども好感して年始最初の取引日に史上最高値を更新する運びとなった[104][105][106]。午後の取引から値を急激に上げる展開。
- 1月9日 - 年初のイランと米国の報復の仕合に陥ることでの衝突懸念が一旦トランプ大統領がイランの行動に対して抑制的トーンに成ったことで市場がその姿勢に安堵感を持ち衝突による経済的損失懸念が後退したことや米中通商協議で合意された合意第一段の署名の為中国副首相が訪米し13～15日に署名予定であることが報じられたことでリスク志向が復活したことにより寄付きで一気に史上最高値を更新する運びとなり終値にかけても勢いが衰えず史上初の29,000ドルが目前に迫る水準で引け何時でも到達できる体勢となった[107][108]。
- 1月10日 - 雇用統計は市場予想比で弱い結果であったが前日までの流れを受けてのリスク志向が相場を支え史上最高値を更新する流れを継続した。またダウ平均株価が史上初めて29,000ドルを越えた歴史的日となった。しかしながら場中に米国下院が翌週に上院へトランプ大統領の弾劾訴追状を送付すると伝えられると、上昇を消して終値は前日の株価をも下回った。現実的には上院で多数の共和党が弾劾訴追することは常識的に考えられないので、暴落することはなく、比較的冷静な相場であった[109][110]。
- 1月14日 - 12月消費者物価指数は市場予想より弱い数字でここのところの経済指標は雇用統計をはじめ弱い結果となるものばかりであるが翌15日に中国との通商協議において合意された事項の第一弾合意についての調印式が行われるため市場の期待と決算発表の口火を切ったJPモルガンとシティの結果が市場予想を上回り今後発表が続く米国企業の業績に対する期待が株価を押し上げる相場となって表れた形であった。しかしながら、場中に米国の対中関税が秋の大統領選後まで引き下げを行わない可能性が報じられると伸び悩み当日分の上昇の大半を消し終値での史上最高値更新は出来なかった。[111]
- 1月15日 - 引き続き同日に調印される米中通商協議第一弾合意による経済活動ポジティブ視への期待とクドローNSC議長が第一弾合意後すぐに第二弾の交渉に着手するとの発言が好感され寄り付きから大幅続伸で始まった。午前の取引で瞬間的に29100ドルを更新したが、午後にはやや終息したものの終値ですら29000ドルを超えた[112]。
- 1月16日 - 引き続き前日までの好材料と好調な企業決算を背景に引けにかけて更に上昇の度合いを強めほぼ史上最高値付近に張り付いての連日の史上最高値更新[113]。
- 1月17日 - 米国経済指標が好結果であったこと、中国指標も概ね市場予想と一致していたこと等と引き続き米中関係の改善期待が続き連日の史上最高値更新で週末金曜日で3連休前の取引を終えた[114]。
- 2月6日 - 中国発の新型コロナウィルスに対する警戒感が新薬開発やワクチン開発が進みそうだとの観測が前日に広がり、急速に下げを数日で回復した流れの中で市場心理がポジティブとなり史上最高値を更新した。その背景には中国が米国製品にかけていた関税を半減させたと云う事も支援したことは間違いない。取引中はかなり変動したが、結果的に最高値更新[115]。
- 2月11日 - 表面上は好調な企業決算や同日より始まったパウエルFRB議長が議会発言で「少なくともレポ市場逼迫が無い様に4月までは潤沢に供給する」と云う事を発言することが事前公開原稿よりわかり市場のリスク志向に火をつけた側面がありそのような複合材料により史上最高値を更新するに至ったが高値警戒感も根強く急速に引けにかけて上げ幅を削り終値では前日比でわずかにマイナス圏まで沈んだ[116]。
- 2月12日 - 中国で発生して世界の懸念となっていた新型コロナウイルスによる肺炎患者の増加が鈍化傾向となってきていることでリスク警戒感が後退したことと前日に引き続きパウエルFRB議長の議会発言が前日と変わらないであろうということで市場フレンドリー傾向を維持するであろうと云う事が好感されて連日で史上最高値を更新した[117]。初の29,500ドル超の局面を迎えていた。
- 2月28日 - 前述の、新型コロナウイルスの影響とみられ、株価の値下がり幅が過去最大となった。前日比で1190ドルあまり値下がりし、同月12日に付けた過去最高値からの下落率は10%を超えることとなった。値下がりは6日間連続となり、下げ幅は3581ドルに達した[118]。
- 3月9日 - 石油輸出国機構と非加盟国のロシアが減産で合意できず、WTI原油先物で急落。原油価格の急落と新型コロナウイルスの世界的蔓延を受け、開始直後に一時2000ドル超安を記録し、その後売り買いが交錯したものの終値ですら2000ドルを超えていた。サーキットブレーカーLevel1が初めて発動して15分間の取引停止になり、取引所は朝から警報が鳴り響いた[119]。
- 3月11日 - WHOによるパンデミック宣言とトランプ大統領による経済政策への失望から一気に下げに転じた悲劇的展開[120]。
- 3月12日 - トランプ米大統領が前日夜に明らかにした新型コロナウイルス対策への失望感と、英国を除くヨーロッパ諸国からの入国を30日間禁止にすると発表。米欧間の人の移動が途絶え、アメリカの実体経済に大打撃を与えるとの懸念により、取引開始直後から1600ドル以上の下落。3月9日に引き続き、再びサーキットブレーカー Level 1[121]が発動し15分間の取引停止になった。取引再開後も下落は止まらず終値では2352.6ドル下落（9.99％下落）した。この新型コロナショックにより、日本・アジア諸国・ヨーロッパ諸国・アメリカの株式市場は記録的な下落が続いた。
- 5月27日 - 新型コロナウイルスの脅威がようやく許容できる範囲まで抑えられたことを背景として、景気の先行きに光明が見えたとの理由で、取引開始直後から強い買い注文が入り、一時は25000ドルを超えた[122]。
- 6月5日 - 27000ドル台を回復した[123]。
- 6月11日 - 新型コロナウイルスの第2波を警戒して史上4番目の下げ幅を記録した[47]。
- 7月22日 - 27,000ドルを再度回復[124]。6月9日の時点ですでに27000ドル台の回復があったものの、関係者の間で慎重論があり下がっていたが、ワクチン開発の可能性が高まり再度の反発。
- 8月11日 - 前日には28,000ドルを一時的に回復[125]したものの、午後から値崩れ[126]。
- 8月24日 - 2月21日から約半年ぶりに終値28000ドルを回復[127]。
- 9月2日 - 終値29,000ドルを回復[128]。
- 9月4日 - 1000ドルの急落を記録し、終値は28,292ドル73セント[129]。
- 9月24日 - ヨーロッパ圏内の新型コロナウイルス感染再拡大が危惧され、終値27,000ドルを割り込んだ[130]。
- 11月9日 - 市場寄り付き前の欧州市場中盤にファイザーが開発中のコロナウィルスに対するワクチン開発において90％程度の有効性が実験段階で得られているとの報道を基にその報が市場に流れると世界的にリスク志向が復活し先物主導で暴騰し先物段階で早々に30,000ドルを越えた。ただし、寄り付き段階では越える事が出来ず中盤にかけては上げ幅を削る展開で投資家の警戒がうかがえた。ただ寄付き間もなくつけた＄29,933.83は史上初＄30,000には届かなかったものの場中史上最高値であった[131]。
- 11月16日 - 市場寄り付き前にモデルナが開発中の新型コロナウィルスのワクチンに関しての有効性評価で95％弱の有効性が示されたとのアナウンスにより先日のファイザーのワクチンと合わせ予想より早期にワクチンが供給され新型コロナの影響を軽微に抑えられるのではないかとの市場雰囲気となり場中の史上最高値を更新(＄29,964.29)した。特にモデルナのワクチンはファイザーのものと比べ取り扱いがしやすいというものであったことも市場のポジティブな雰囲気を更に高めたものと思われる[132]。
- 11月24日 - 相次ぐ新型コロナウイルスに対するワクチン開発での好材料が重なったことと、トランプ政権がようやく次期バイデン政権に対する政権移行プロセスを稼働させることに同意したこと等を背景に市場雰囲気が更にポジティブとなり、史上はじめての大台＄30,000を越えた歴史的な1日となった[133][134]。しかし、新型コロナウイルスで疲弊した市民生活との乖離も指摘された[135]。

### 2021年
- 1月20日 - バイデン新政権発足と同時に終値で史上最高値を更新した[136]。
- 2月11日 - 小幅に値上がりし、史上最高値を更新[137]。
- 2月24日 - 初めて史上はじめての大台＄32,000を超えた歴史的な最高値更新日になったものの、終値は警戒して若干の反落をみた[138]。
- 3月10日 - 史上最高値を更新[139]。
- 3月11日 - 先日米国上院でコロナ経済対策法総額約1兆9千億ドル規模の修正案が下院でも可決され、正式に決定されたことで3月11日にバイデン大統領が署名。施行が本格的に動き出すことが決まり、経済が再び大きくプラスになるという事を期待され、株価は大きく上昇した[140]。(3連騰)
- 3月12日 - 18歳以上のすべてのアメリカ人へ新型コロナウイルスワクチンの接種が受けられるようにバイデン大統領が指示したことを受け、株価は取引直後から勢いよく上昇[141]。(4連騰)
- 3月15日 - 史上最高値を更新[142]。(7連騰)
- 3月17日 - 本日まで開催されていたFOMCが市場が想定していたよりもハト派的であり予想以上に緩和が長く続く捉えられ市場が好感したことでダウ平均は続伸し史上はじめての大台＄33,000を終値でも越えた[143]。
- 4月6日 - 史上最高値を1週間ぶりに更新[144]。
- 4月9日 - 米国内のワクチン接種が追い風となり、史上最高値を更新[145]。
- 4月16日 - 史上最高値を更新し、史上はじめての大台＄34,000超えを終値で記録した[146]。
- 4月17日 - 史上最高値を連続で更新[147]。
- 5月7日 - 終値ベース史上最高値を更新[148]。
- 5月10日 - 場中最高値を更新し初の＄35,000を突破したとたん反落が始まった[149]。
- 7月24日 - 史上最高値を更新し、終値で＄35,000を超えた歴史的な日であった[150]。
- 10月26日 - 3営業日連続で最高値を更新[151]。
- 11月2日 - 再び史上最高値を更新。終値で初めて＄36,000を越えた歴史的日[152]となった。

### 2022年
- 2月22日 - ロシア連邦のウクライナ侵攻に対する警戒感から一斉に売り注文が始まり、一時は700ドルを超える下げ幅を記録[153]。
- 6月17日 - 1年5か月ぶりに30000ドルを切った[154]。
- 8月26日 - ジェローム・パウエル米連邦準備制度理事会議長講演の余波が響き1008ドル38セントの下げ幅を記録した[155]。
- 9月23日 - 3か月ぶりに3万ドルの大台を割り込む[156]。800ドルを超える急転直下を記録。

### 2023年
- 3月9日 - ダウ工業株平均が540ドル超の値下がりを記録[157]。
- 7月26日 - 36年半ぶりの13連騰を記録[158]。
- 12月13日 - ダウは5営業日連続の値上がりで、終値で初めて＄37,000を越えた歴史的な日となった[159]。

### 2024年
- 1月19日 - 史上最高値を更新[160]。
- 1月22日 - 史上最高値を更新し、終値で初めて38000ドルを超えた歴史的日になった[161]。
- 5月15日  - 史上最高値を更新し、終値で3万9908.00ドルに。市場取引時間内に3万9935ドルにまで及び、初の4万ドルが目前に迫った[162]。
- 5月17日  - 史上最高値を更新し、終値で初めて40000ドルを記録した歴史的日になった[163]。
- 9月19日 - 史上最高値を更新し、終値で初めて42000ドルを記録した歴史的日になった[164]。
- 11月6日 - 史上最高値を更新し、終値で初めて43000ドルを記録した歴史的日になった[165]。
- 11月11日 - 終値44,000ドル超をわずか3営業日で更新[166]。
- 12月4日  - 終値で初めて45,000ドルを超えた[167]。

### 2025年
- 4月4日 - ダウ平均株価が2231ドル下落し、終値40000ドルを割った[168]。

## 「ダウ」を冠するその他の株価指数など
1975年から1985年まで、日本経済新聞社が東京証券取引所の平均株価について、ダウ・ジョーンズ社と提携し「日経ダウ平均株価」の名称で発表していたが、日経ダウ平均を指標とする株価指数先物取引実施の動きに対し、当時デリバティブに否定的な立場だったダウ・ジョーンズ社が難色を示したため、1985年5月1日に日経平均株価と名称が変更された。
「ダウ」を冠する投資ファンドは世界に約13万あるとされ、それらに対するライセンス権なども含まれるとされる。